# Neagolius heydeni
Neagolius heydeni es una especie de escarabajo del género Neagolius, familia Aphodiidae. Fue descrita científicamente por Harold en 1871.
Se distribuye por España, en el municipio de León. Se ha encontrado en el puerto de la Cubilla a altitudes de hasta 1650 metros. Mide 5,3 milímetros de longitud.